# Cetto (demo)
Cetto (in greco antico: Κηττός?, Kettós) era un demo dell'Attica. Non se ne conosce con esattezza la posizione, ma si ipotizza che si trovasse vicino a Dafni o a nord-est di Menidi.